# 大里俊晴

1980年撮影

大里 俊晴（おおさと としはる、1958年2月5日 - 2009年11月17日）は日本の現代音楽研究者、横浜国立大学教育人間科学部教授。新潟県出身。

## 経歴
新潟県立新潟高等学校を卒業後、早稲田大学文学部でフランス文学を学ぶ。同時にロックバンド「ガセネタ」「タコ」などで山崎春美らとともに演奏活動を行う。大学卒業後、パリ第8大学芸術研究科修士課程、研究課程に学び、ダニエル・シャルルに師事する。
パリ留学 (1987年～93年) から帰国した1990年代以降、『ユリイカ』などを舞台に現代音楽を主な対象とした評論活動を展開する。また、自らノイズ系のパフォーマンスを行うとともに、リュク・フェラーリなどフランスの前衛的な音楽家を積極的に日本に紹介した。1992年には、自らのバンド経験を下敷きにした小説『ガセネタの荒野』（洋泉社）を出版している。

その出版にあたり大里は、
一生のお願いがある。何もいわずに、この原稿を本にしてくれ。頼む。一円の印税もお金も受け取る気はない。ただし、一文字も変えずに出版してくれ。それ以外はすべてまかせる。古本屋で百円で売っている本のようなものであってほしい。これを出さないと、俺はこれから生きていけないのだ。パリからも帰れないのだ。
と友人の丸宝行晴に語った。その後は評論活動のかたわら、早稲田大学などの非常勤講師を務めていたが、1998年、横浜国立大学教育人間科学部に助教授として採用された。以降、多彩なゲストを迎えて共演するなど、型破りな授業を展開した。
横浜国立大学では、梅本洋一や木下長宏と同僚であり、2000年にはこの3名の共編で『現代フランスを知るための36章』（明石書店）が出版された。
大里は、2006年に公開された同郷の間章についてのドキュメンタリー映画『AA』では、インタビュアーを務めている。
2008年6月癌告知、その直後、故郷新潟で「間章に捧げる即興演奏」これが最後のソロ演奏。
横浜国立大学で同僚だった、室井尚や木下長宏によれば、大里はシャイな人柄で医者に体を晒すことを嫌って健康診断などを受けず、菜食と甘味に偏った食生活（本人曰く、「菜食主義」ではなく「菜食趣味」）によって健康を蝕んだ結果、晩年には闘病を強いられ、遂には落命したという。
2009年11月16日 22時30分（危篤。ほぼ意識もうろう状態で）大里「ガセネタは凄いバンドだった。あんなバンド、ない。」
2009年11月16日 22時31分、大里「ジミ・ヘンはここで死なない。」
2009年11月17日 午前1時14分、没。享年51。（直接の死因は大腸がんではなく静脈瘤破裂）
2010年、評論を中心とした著作集『マイナー音楽のために』（月曜社）が出版された。
2011年には月曜社より生前唯一の単著『ガセネタの荒野』が復刊される。あわせてガセネタの10枚組CD-BOX『ちらかしっぱなし-ガセネタ in the BOX』がリリースされた。

## 書籍
- 「ガセネタの荒野」（洋泉社）（1992）※2011年に月曜社より復刊。
- 「マイナー音楽のために」（月曜社）（2010）
- 「役立たずの彼方に 大里俊晴に捧ぐ」（2010）※渡邊未帆が中心となって編集した追悼文集。

## 音楽
- 「タカラネタンチョトタカイネ」（2011）※1970年代後半の吉祥寺マイナー時代（共演・工藤冬里ほか）、1980年代のタコ時代、1990年代の渡仏～帰国後（共演・テニスコーツほか）、2000年代の横浜国立大学内でのセッション（共演・大友良英ほか）の音源を5枚のCDに、2008年の「間章に捧げる即興演奏」を1枚のDVDに収録したボックス・セット
- 「間章に捧げる即興演奏」（2018）※2008年新潟の国際映像メディア専門学校でのライブ音源、2008年新宿の貸スタジオでの録音、1991年パリでの演奏音源を収録したCD
- ガセネタ、タコは各項目を参照